# 奧坎波將軍縣

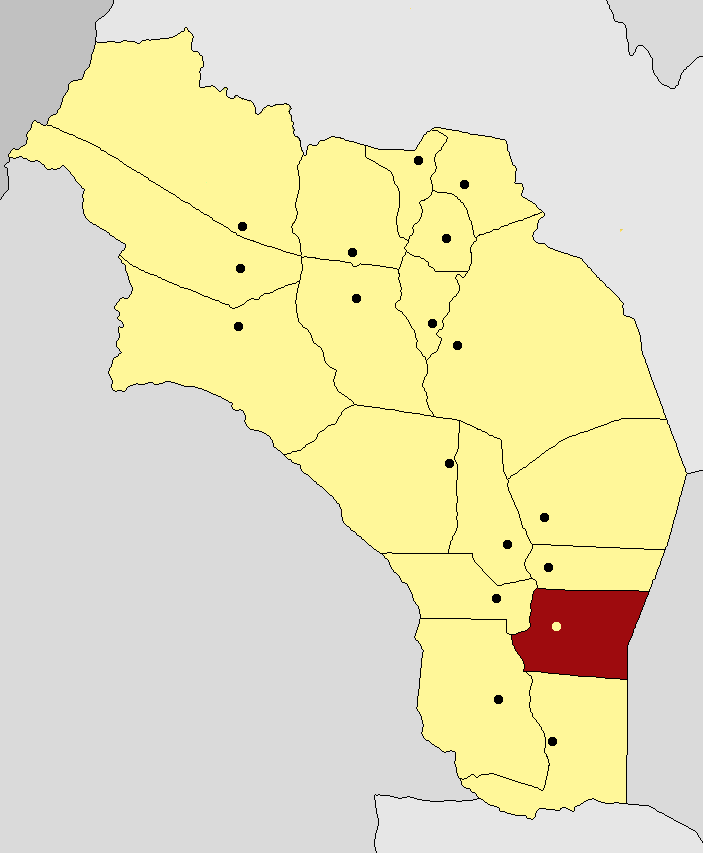

31°0′31″S 65°59′33″W / 31.00861°S 65.99250°W
奧坎波將軍縣（西班牙語：Departamento General Ocampo），是阿根廷的縣份，位於該國西北部拉里奧哈省，首府設於聖里塔鎮，東面是科爾多瓦省，面積2,135平方公里，2010年人口7,145，人口密度每平方公里3.35人。